# انتشارات دکتر لودویگ رایشرت
انتشارات دکتر لودویگ رایشرت (به آلمانی: Dr. Ludwig Reichert Verlag) یک مؤسسه انتشاراتی مستقر در ویسبادن است که در سال ۱۹۶۹ تأسیس شد و متخصص در نوشته‌های علوم انسانی است. مالک فعلی اورسولا رایشرت است. این برنامه شامل بیش از ۲۵۰۰ عنوان است.

## تاریخچه
انتشارات رایشرت در سال ۱۹۶۹ توسط لودویگ رایشرت قرون وسطایی در ویسبادن-داتزهایم (کولهک) بنیان‌گذاری شد. او در گذشته برای انتشارات هاراسویتس در ویسبادن شکل گرفته است، مسئول بوده است.
او یکی از معدود ناشران فکس آلمانی زبان شد و با برنامه‌اش که شامل فکس‌های قرون وسطایی است در محافل تخصصی بین‌المللی شهرت پیدا کرد. برای ساله‌ها، کلکسیونرها نیز بخشی از مشتریان عادی بوده اند. در سال 1994، دخترش اورسلا رایشرت مالک انتشارات شد. او انتشارات رایشرت را برحسب تقاضای چاپی معرفی کرده است.
انتشارات در روز خاورشناسی آلمان، روز تاریخ‌دان‌های هنر و کنفرانس بیزانسی‌ها شرکت می‌کند. برخی از آثار این انتشارات به انگلیسی ترجمه می‌شوند.

## برنامه

### عمومی
برنامه عمومی انتشارات با 2500 عنوان (باستان‌شناسی، کتاب و علم کتابداری، رونوشت، تاریخ، تاریخ هنر، موسیقی، شرق‌شناسی، روانشناسی، دین‌شناسی، زبان‌شناسی و ...) شامل کتاب‌ها، نقشه‌ها و مجله‌ها، شامل از جمله کار استاندارد توبینگن اطلس خاورمیانه (TAVO) است. سری‌های متفاوت باستان‌شناسی و تاریخ هنر منتشر شده‌اند. با سری‌های موسیقی زمان، این انتشارات یک از مهمترین انتشارات در زمینه ادبیات موسیقی‌درمانی است.

### مجله‌ها
انتشارات این مجله‌های علمی را منتشر می‌کند: 
- مشارکت در باستان‌شناسی و هنر اسلامی (شرکت ارنست هرتسفلد)
- سالنامه موسیقی‌درمانی
- سالنامه جامعه اوسوالد ون ولکنشتاین
- کراتیلوس (شرکت هندو-اروپایی)
- بولتن مادرید (شرکت باستان‌شناسی آلمان)
- بولتن باستان‌شناسی آنتیک متاخر و تاریخ هنر بیزانس
- موسیقی و سلامت (هانس-هلموت دیکر-وویگت)
- پزشکی سنتی آسیای جنوبی (رائول پیتر داس)
- ژورنال باستان‌شناسی فرهنگ‌های غیر اروپایی (کمیسیون برای باستان‌شناسی فرهنگ‌های غیراروپایی)

## ادبیات
- Dagmar Olzog, Johannes Hacker (Hrsg.): Dokumentation deutschsprachiger Verlage. 14. Ausgabe, verlag moderne industrie, Landsberg am Lech 2001, ISBN 3-478-38764-7, S. 242.

## منبع
- مشارکت‌کنندگان ویکی‌پدیا. «Dr. Ludwig Reichert Verlag». در دانشنامهٔ ویکی‌پدیای آلمانی ، بازبینی‌شده در ۳۰ مهٔ ۲۰۲۴.